# Elive
Elive — Linux дистрибутив, основанный на Debian. Elive использует Enlightenment вместо GNOME или KDE. Это полностью функциональный дистрибутив, доступный также как Live CD, загрузившись с которого, пользователь может как ознакомиться с работой дистрибутива без установки его на свой компьютер, так и установить его на жёсткий диск.

Elive использует UnionFS, которая позволяет устанавливать программы и дополнительные пакеты, при помощи Synaptic Package Manager или APT, в то время как компьютер загружен и работает с Live CD.

## Особенности
В процессе загрузки с Live CD позволяет выбрать желаемую дополнительную конфигурацию (разрешение экрана, драйвер видеокарты, драйвер беспроводного устройства…).
Оптимизирован для установки и работы на MacBook
Оптимизирован для установки и работы на eeePC
Администрирование Elive, централизованное, производится из специально созданной для этого дистрибутива программы Elpanel. 
Elpanel это анимированный Административный апплет, написанный при помощи библиотеки Edje
Elive использует Iceweasel — браузер и Icedove — email клиент, использующий GnuPG для шифрования и цифровой подписи писем. Эти инструменты позволяют пользователям легко подписывать цифровой подписью и шифровать-расшифровывать корреспонденцию.
Elive оснащен всевозможными кодеками мультимедиа, для прослушивания музыки и просмотра видео.
Ниже приведен список некоторых программ, которые предустановлены в дистрибутиве:

XMMS, Mplayer, Oxine, Stream Tuner, ReSound, GtkPod, GIMP, Blender….
Live USB может быть легко создано при помощи утилиты UNetbootin. Или при помощи утилиты которую содержит LiveCD.
Если вы используете VirtualBox то при установке Elive установится и VirtualBox Guest Additions.
Development версия распространяется абсолютно бесплатно, Stable версия требует пожертвований в минимальном размере 10 y.e.
Или инвайт, который можно с лёгкостью получить (подробнее на сайте)
С версии 3.0  Elive может использоваться бесплатно и без ограничений. Ранее проект можно было использовать бесплатно только в Live-режиме, а возможность установки на диск активировалась при помощи кода с приглашением, выдаваемым после перечисления пожертвования разработчикам.

## Системные требования
«Минимальные системные требования» для запуска Elive:
- 100 MHz CPU
- 64 MB of RAM
- 2,5 GB дискового пространства (полная инсталляция и раздел под swap)
- VGA графическая карта с разрешением от 640x480
- CD-ROM или USB

«Минимальные рекомендованные системные требования»:
- 300 MHz
- 128 Mb of RAM
- 2,5 GB дискового пространства (полная инсталляция и раздел под swap)
- VGA графическая карта с разрешением от 640x480
- CD-ROM или USB